# A Hódmezővásárhelyi Dózsa Termelőszövetkezeti Csoport Kossuth-díjas tagjai
A Hódmezővásárhelyi Dózsa Termelőszövetkezeti Csoport négy munkatársa 1950-ben megosztva megkapta a Kossuth-díj ezüst fokozatát, az indoklás szerint „a csoport munkájáért, kiváló termelőmunkájukért”.
A munkaközösség tagja volt:
- Banga Imre (1913–1985) földműves, a hódmezővásárhelyi Dózsa Termelőszövetkezet intézőbizottsági tagja (Felszabadulás Jubileumi Emlékérem, 1970)
- Domján Bálint (1904–1990) földműves, a hódmezővásárhelyi Dózsa Termelőszövetkezet brigádvezetője (Szocialista Munkáért Érdemérem, 1958; Mezőgazdaság Kiváló Dolgozója, 1968, 1973)
- Égető Ernő (1908–1991) agronómus, a hódmezővásárhelyi Dózsa Termelőszövetkezet dolgozója
- Gémes Ferenc (1909–1993) földműves, a hódmezővásárhelyi Dózsa Termelőszövetkezet intézőbizottsági tagja (Munkásőr Emlékérem, 1967; Kiváló Dolgozó, 1969)